# Cheryl Díaz Meyer
Cheryl Díaz Meyer (Ciudad Quezón, Filipinas, 25 de febrero de 1968) es una fotoperiodista filipina independiente afincada en los USA y ganadora del Premio Pulitzer en el año 2004 en el área de “Fotografía de noticias de actualidad”, junto a David Leeson.

## Biografía
Cheryl Díaz nació en Ciudad Quezón, en el entorno de la gran urbe de Manila, pero con 13 años su familia se mudó a los USA
Estudió en la Universidad de Minnesota Duluth, donde se licenció cum laude en Arte y Filología Alemana. Tras ello se matriculó en la Universidad del Oeste de  Kentucky y se graduó en Fotoperiodismo.
En 1993 comenzó a trabajar como fotógrafa para el Washington Post. y un año después pasó al The Minneapolis Star Tribune, donde ejerció como fotógrafa titular durante cinco años.  En 1990 ya trabajaba para The Dallas Morning News.
Desde 2017 trabaja como fotógrafa independiente.

## Premios y reconocimientos (selección)
- 2003. “Visa d’Or Daily Press Award” por su cobertura de la Guerra de Irak.
- 2004. Premio Pulitzer en el área de “Fotografía de noticias de actualidad”, junto a David Leeson, por sus fotografías de la Guerra de Irak.[4]
- 2018. Premios "Excellence in the International News Category of the Eyes of History"